# Pombo-de-rodrigues
Pombo-de-rodrigues (nome científico: Nesoenas rodericana) é uma espécie extinta de pombo que era endêmica da ilha Rodrigues.